# Henri Cannard
Pour les articles homonymes, voir Cannard.
Pour l’article ayant un titre homophone, voir Henri Canard.
Henri Cannard, né le 2 août 1935 à Jouvençon (Saône-et-Loire) où il est mort le 2 avril 2010,, est un écrivain et journaliste français spécialisé dans l'écriture de livre sur le monde viticole en Bourgogne.

## Biographie
Henri Cannard est un Bourguignon d'origine. Œnologue, il était fonctionnaire au Ministère des Finances de Dijon depuis 1977. Membre de la Fédération Internationale des Journalistes et Écrivains des Vins et Spiritueux. Henri Cannard a obtenu le Prix Spécial du Salon européen du livre de Dijon en 2008. 
Son centre d'éditions se trouve à Jouvençon (Saône-et-Loire). Il était auteur-éditeur-diffuseur.

### Monographies
- Pommard et ses vignobles, 2009.
- Morey-Saint-Denis et ses vignobles, 2008.
- Saint-Romain et ses vignobles, 2008.
- Mercurey, 2006.
- Viré-Clessé, 2005.
- Chassagne-Montrachet et ses vignobles, 2005.
- Montagny, 2002.
- Montagny, 2001.
- Meursault et ses vignobles, 2000.
- Le Tonnerois et ses vignobles, 2000.
- Gevrey Chambertin et ses vignobles, 1999.
- Les vignobles de Chablis et de l'Yonne, 1999.
- Pernand-Vergelesses et son vignoble, 1988.
- Marsannay et ses vignobles, 1988.
- Marsannay et ses vignobles, 1988.
- Chambolle-Musigny et son vignoble, 1986.
- La Cave et le vin, 1986.
- Puligny-Montrachet et son vignoble, 1986.
- Monthélie et son vignoble, 1986.
- Nuits-Saint-Georges et son vignoble, 1986.
- Ladoix-Serigny et son vignoble, 1985.
- Auxey-Duresses et son vignoble, 1985.
- Premeaux-Prissey et son vignoble, 1985.
- Ladoix-Serrigny et son vignoble, 1985.

### Ouvrages
- La Cave et le vin, 1988.
- Burgundy, 1987.
- La Bourgogne, 1987.
- La Bourgogne, 1985.
- Balades en Bourgogne 2, 1984.
- Balades en Bourgogne, 1983.
- Balades en Bourgogne 1, 1983.

### Ouvrages techniques
- La Réglementation économique et les transactions commerciales, 1988.
- Code des usages des transactions automobiles, 1988.
- Les Fraudes en matière de voitures d'occasion, 1977.

## Décorations
- Chevalier de l'ordre du Mérite agricole